# 10966 van der Hucht
10966 van der Hucht (3308 T-1) là một tiểu hành tinh vành đai chính và tên của tiểu hành tinh này được đặt theo tên nhà thiên văn học Karel van der Hucht.